# Sefiane (tribo)
Os Sefiane (em árabe : سفيان) ou Sofyan (em textos antigos) são uma tribo árabe marroquina, que se instalara na região a norte da cidade de Kenitra.
São descendentes da tribo Jochem, que, em conjunto com os Banu Hilal, imigrou para o Magreb por volta do século XI.